# Farní sbor Českobratrské církve evangelické v Krucemburku
Farní sbor Českobratrské církve evangelické v Krucemburku je sborem Českobratrské církve evangelické v Krucemburku. Je jedním ze 9 sborů, které tvoří poličský seniorát. Původem jde o toleranční sbor augsburského vyznání (založen 1782).
Farářem sboru je Marek Vanča a kurátorem sboru je Jaroslav Lacina.

## Faráři sboru (neúplný seznam)
- 1846–1865 Daniel Bohumil Molnár
- 1918-1920 Karel Rosenzweig
- 1947–1953 Lubomír Linka
- 1977–1982 Kurt Bartoš
- 1982–1995 Helena Junová
- 1996–2006 Ladislav Szabó
- od 2006 Marek Vanča

## Kazatelské stanice
- Chotěboř – Trčků z Lípy – v 8:15
- Sobíňov – bohoslužby se t.č. nekonají